# Antonio Poggi
Antonio Poggi (Castel San Pietro Terme, Emília-Romanya, 1806 - Bolonya, Emília-Romanya, 15 d'abril de 1875) fou un tenor italià.
Dotat d'una bellíssima veu de tenor, tingué per mestres en Celli i en Corticelli, i el 1828 es presentà en el Teatre Italià de París amb l'òpera de Rossini, La donna del lago, sense que la seva feina entusiasmes gaire. Més afortunat fou després a Itàlia, els quals teatres va córrer de forma triomfal, però el 1845 hagué de retirar-se de l'escena a causa de la decadència de les seves facultats.
El 1841 s'havia casat amb la cèlebre soprano Erminia Frezzolini, però visqueren poc temps junts.